# Sybil Christopher
Sybil Christopher, née le 27 mars 1929 à Tylorstown au pays de Galles et morte le 7 mars 2013 à Manhattan, à New York, est une actrice galloise.
Fondatrice du célèbre nightclub newyorkais Arthur, elle est connue pour avoir été la première épouse de l'acteur Richard Burton.

## Biographie
Née à Tylorstown sous le nom de Sybil Williams, sa carrière d'actrice débute après avoir intégré l'Académie de Musique et d'Art Dramatique de Londres où elle fait la rencontre de son futur époux, Richard Burton, lors du tournage du film The Last Days of Dolwyn en 1949. Leur union dure jusqu'en 1963, après que Burton a entamé une liaison avec l'actrice Elizabeth Taylor. Sybil obtient un million de dollars et la garde de ses deux filles, Kate (1957) et Jessica Burton (1959), à l'issue d'un douloureux divorce.
Quelque temps après sa séparation d'avec Burton, Sybil Christopher quitte l'Europe pour les États-Unis, et s'établit définitivement à New York. Elle y ouvre son propre nightclub à Manhattan, baptisé Arthur. Il devient un lieu de rassemblement de grands artistes de cette époque, dont Julie Andrews, Andy Warhol, Leonard Bernstein, Roddy McDowall et Stephen Sondheim. L'établissement accueille d'autres célébrités, dont Truman Capote, Wilt Chamberlain et la princesse Margaret du Royaume-Uni. Sybil assure la direction du nightclub de 1965 à 1969.
Elle se remarie avec l'acteur et chanteur Jordan Christopher en 1966. De leur union, naît une troisième fille, Amy Christopher, en 1967.
Elle reprend peu à peu goût à la scène et fonde le New Theatre à New-York et le Bay Street Theatre à Long Island et en devient la directrice artistique en 1991.
Elle décède le 7 mars 2013 à Manhattan, âgée de 83 ans.